# Banda-tenger
A Banda-tenger Indonézia egyik beltengere, délre a Fűszer-szigetektől. A Csendes-óceán fő medencéjétől szigetsorok választják el, miként a Halmahera-, és Ceram-tengert is. Kiterjedése mintegy 1000 km kelet-nyugati irányban és nagyjából feleannyi meridionálisan.
Északnyugat és nyugat felől Celebeszt és a Ceram-ív szigetei:
- Buru,
- Ambon-szigetet,
- Seram,
- Aru-szigetek,
- Tanimbar-szigetek,
- Barat Daya-szigetek és
- Timor határolják.

A szigetek partjai mentén a hajózást zátonyok veszélyeztetik. A beltenger közepén több apró szigetecske helyezkedik el, többek között a Banda-szigetek.
A mély peremtengerek közé tartozik; keleti részén mélysége több mint 7300 m. Tovább kelet felé haladva medencéjét hirtelen kiemelkedéssel a Szahul-self zárja le.
Éghajlata trópusi monszun jellegű.